# Droit botswanais
Le droit botswanais est le droit appliqué au Botswana depuis l’indépendance du Royaume-Uni le 30 septembre 1966.

## Sources du droit

### Constitution
Bien que non spécifié explicitement, la Constitution du Botswana est la loi suprême du pays. Toute loi inconstitutionnelle est considérée comme nulle, en dépit du fait que l’article 86 donne le pouvoir au Parlement de l’adopter (contrairement au principe de souveraineté parlementaire).

### Droit coutumier
La politique coloniale britannique reposait sur le système de gouvernance indirecte, reconnaissant et utilisant dans la mesure du possible les systèmes et normes indigènes en vigueur.
Contrairement aux autres colonies britanniques, ce système fut un succès au Botswana car les Tswana, représentant 90 % de la population, avaient déjà développé ce qui pouvait être considéré comme étant un système juridique sophistiqué. Les Britanniques incorporèrent ce système dans l'organisation judiciaire en cas de conflit impliquant les colons blancs. Cependant, dès 1891, la juridiction des cours tswana fut limitée aux seuls Africains. Ainsi, si un simple témoin n'était pas Africain, les cours tswana étaient incompétentes.
Les juridictions coutumières furent reconnues par la Native Tribunals Proclamation de 1934. La proclamation a créé deux catégories de cours : les Senior Native Tribunals, qui étaient issus des cours des chefs et de leurs représentants, et les Junior Native Tribunals, composé des chefs de tribus. 
Depuis l’indépendance, le système dualiste a été retenu. Tandis que les cours coutumières conservent leur juridiction sur les affaires de droit coutumier, les cours modernes appliquent la common law. Les cours coutumières sont subordonnées aux cours modernes.

### Common law
Dans le contexte du Botswana, l'expression common law a trois sens possibles : celui, littéral, du droit applicable à tous les habitants du Botswana sans aucune distinction d'origine ; celui qui fait référence au système légal issu du common law britannique ; et celui qui désigne la partie du droit botswanais qui n’est pas écrit et qui n’a pas été mis en œuvre par le Parlement, à l’exception de la coutume.
La common law botswanaise désigne en fait le droit romano-germanique tel qu'influencé par le droit anglais et interprété par les juridictions sud-africaines.

### Législation
Les lois, actes et statuts sont la principale source de législation du Botswana. L'article 49 de l’Interpretation Act 1984 définit « Act » ou « Act of Parliament » comme signifiant « une loi adoptée par le Parlement du Botswana ou toute autre loi d'une autorité ayant anciennement exercé le pouvoir législatif sur le territoire ou sur une partie du territoire du Botswana ». 
Le Parlement est le législateur en vertu de l’article 86 de la Constitution. Cependant, les pouvoirs du Parlement sont soumis à la Constitution, donc, contrairement à la doctrine britannique de souveraineté parlementaire, le Parlement ne peut adopter de lois contraires à la Constitution. 
Le pouvoir de légiférer peut aussi être délégué au gouvernement.

### Jurisprudence
Les précédents, qui font référence à la doctrine anglaise du stare decisis, sont une importante source du droit botswanais.

## Organisation juridictionnelle
L'organisation juridictionnelle botswanaise repose sur la distinction entre cours supérieures et cours inférieures (appelées « subordonnées »). L'article 127 définit ces cours comme étant toutes les Cours établies au Botswana en dehors de la Cour d'appel, la Haute Cour, la Cour martiale, et la Cour de l'Industrie. 
En règle générale, les juridictions des cours supérieures ne sont pas limitées par un domaine (sauf les cours spécialisées) ou l'emplacement géographique. En revanche, les juridictions des cours inférieures sont limitées tant géographiquement que par la valeur de l’objet de la dispute.  
L'autre distinction est entre les cours de juridictions ordinaires et les cours de juridictions spécialisées. Les cours de juridictions ordinaires, c'est-à-dire pouvant prendre connaissance des affaires civiles et pénales sont, de la plus basse à la plus haute hiérarchiquement : les tribunaux coutumiers, les Magistrates' Courts, la Haute Cour et la Cour d'appel. Cette hiérarchie montre la dualité du système de juridiction avec les cours inférieures appliquant le droit coutumier tandis que les trois autres juridictions appliquent la common law et les lois adoptées par la législature.

## Sources

## Compléments